# Torfjanoje (Kaliningrad, Osjorsk)
Torfjanoje (russisch Торфяное, deutsch Schlaugen) ist ein verlassener Ort im Rajon Osjorsk der russischen Oblast Kaliningrad.
Die Ortsstelle befindet sich einen Kilometer nördlich der russisch-polnischen Grenze. Der nächstliegende bewohnte Ort auf russischer Seite ist Plawni (Plawischken/Plauendorf) dreieinhalb Kilometer nordöstlich. Auf polnischer Seite liegt Wiłkajcie (Wilkatschen/Birkendorf) südwestlich unmittelbar an der Grenze. Südlich, von der Grenze geteilt, liegt der vor 1945 sogenannte Schlauger Bruch, in dem Torf gestochen wurde, woraus der russische Ortsname abgeleitet wurde. Bis 1945 gab es zwei Kilometer westlich den Haltepunkt Kuddern/Kudern an der Bahnstrecke Lyck–Insterburg.

## Geschichte
Schlaugen, früher auch Dittballen genannt, war um 1780 ein königliches Bauerndorf mit sechs Feuerstellen. 1874 wurde die Landgemeinde Schlaugen namensgebend für einen neu gebildeten Amtsbezirk im Kreis Goldap.
Im Januar 1945 wurde der Ort von der Roten Armee besetzt. Die neue Polnische Provisorische Regierung ging zunächst davon aus, dass er mit dem gesamten Kreis Goldap unter ihre Verwaltung fallen würde. Im Potsdamer Abkommen (Artikel VI) von August 1945 wurde die neue sowjetisch-polnische Grenze aber unabhängig von den alten Kreisgrenzen anvisiert, wodurch der Ort unter sowjetische Verwaltung kam. Die polnische Umbenennung des Ortes in Dydbały im Oktober 1948 wurde vermutlich nicht mehr wirksam. Im Juli 1950 erhielt der Ort die russische Bezeichnung Torfjanoje und wurde gleichzeitig dem Gawrilowski selski Sowet im Rajon Osjorsk zugeordnet. Torfjanoje wurde vor 1975 aus dem Ortsregister gestrichen.

### Einwohnerentwicklung
| Jahr | Einwohner |
| ---- | --------- |
| 1867 | 410       |
| 1871 | 407       |
| 1885 | 323       |
| 1905 | 294       |
| 1910 | 262       |
| 1933 | 223       |
| 1939 | 198       |

### Amtsbezirk Schlaugen 1874–1945
Der Amtsbezirk Schlaugen wurde 1874 im Kreis Goldap eingerichtet. Er bestand zunächst aus elf Landgemeinden.
| Name          | Änderungsname von 1938 | Russischer Name nach 1945 | Bemerkungen                                                                    |
| ------------- | ---------------------- | ------------------------- | ------------------------------------------------------------------------------ |
| Jurgaitschen  | Kleinau (Ostpr.)       | Malaja Petrowka           |                                                                                |
| Klein Dumbeln | Kräuterwiese           | Maloje Ischewskoje        |                                                                                |
| Linkischken   | Rabeneck (Ostpr.)      | Swerdlowo                 |                                                                                |
| Plawischken   | Plauendorf             | Plawni                    |                                                                                |
| Schaltinnen   | Quellental (Ostpr.)    | Nowoslawkino              |                                                                                |
| Schlaugen     |                        | Torfjanoje                |                                                                                |
| Stonupönen    | Kaltenbach             | Schatkowo                 |                                                                                |
| Stumbern      | Auersfeld              | Komaritschi               |                                                                                |
| Szeeben       | Scheeben (1936)        | Petrowka                  |                                                                                |
| Wilkatschen   | Birkendorf (Ostpr.)    |                           | kam 1897 in den Amtsbezirk Grilskehmen, der Ort heißt heute polnisch Wiłkajcie |
| Zodszen       | Zoden                  | Porchowo                  | 1936 bis 1938: Zodschen                                                        |

1935 wurden die Landgemeinden in Gemeinden umbenannt. Im Oktober 1944 umfasste der Amtsbezirk Schlaugen die zehn Gemeinden Auersfeld, Kaltenbach, Kleinau (Ostpr.), Kräuterwiese, Plauendorf, Quellental (Ostpr.), Rabeneck (Ostpr.), Scheeben, Schlaugen und Zoden. Davon ist nur noch das ehemalige Plawischken/Plauendorf bewohnt.

## Kirche
Schlaugen gehörte zum evangelischen Kirchspiel Gawaiten.